# 泉奘
象耳泉奘（1518年—1588年）是日本戰國時代中律宗的僧侶，本姓今川氏，今川義元的異母兄。

## 概要
一說是今川氏親的四男，另一說則指是今川義元的次男。
年幼時期開始成為僧侶，後來成為泉涌寺的長老。此後，成為唐招提寺的長老。
另外，還是筒井氏的菩提寺傳香寺的中興開山。